# Argyreia reinwardtiana
Argyreia reinwardtiana är en vindeväxtart som först beskrevs av Carl Ludwig von Blume, och fick sitt nu gällande namn av Friedrich Anton Wilhelm Miquel. Argyreia reinwardtiana ingår i släktet Argyreia och familjen vindeväxter. Inga underarter finns listade i Catalogue of Life.